# Labarrus translucidus
Labarrus translucidus är en skalbaggsart som beskrevs av Rudolph Petrovitz 1961. Labarrus translucidus ingår i släktet Labarrus och familjen Aphodiidae. Inga underarter finns listade i Catalogue of Life.